# Bedekovčina
Bedekovčina is een dorp en gemeente in Kroatië, in de provincie Krapina-Zagorje. Buiten het dorp zelf met 3486 inwoners, liggen er ook de volgende 15 plaatsen:
- Belovar Zlatarski - 106 inwoners
- Brestovec Orehovički - 324 inwoners
- Grabe - 444 inwoners
- Kebel - 479 inwoners
- Križanče - 161 inwoners
- Lug Orehovički - 211 inwoners
- Lug Poznanovečki - 671 inwoners
- Martinec Orehovički - 401 inwoners
- Orehovica - 326 inwoners
- Poznanovec - 980 inwoners
- Pustodol Orehovički - 347 inwoners
- Vojnić-Breg - 167 inwoners
- Zadravec - 150 inwoners
- Židovinjak - 229 inwoners